# جورج صليبا
جورج صليبا (بالإنجليزية: George Saliba) هو مفكر لبناني الأصل مقيم بالولايات المتحدة الأمريكية، وهو أستاذ للعلوم العربية والإسلامية في جامعة كولومبيا، نيويورك، الولايات المتحدة الأمريكية منذ عام 1979، له عدة كتب وأبحاث حول تاريخ العلم العربي.
في الفيلم التسجيلي ارتداد كلومبيا صليبا، مع أساتذة آخرين بكلومبيا، منهم جوزيف مسعد، قد اُتـُهِموا بتقديم وجهات نظر مناهضة لإسرائيل في محاضراتهم وبكبت الآراء المعارضة. ويرفض صليبا الاتهام وقد نشر تفنيداً له في جريدة كلومبيا سپكتاتور (3 نوفمبر، 2004) بهذا المضمون. لقد ادعت طالبة صهيونية تدعى ليندسي شراير انه وجه لها كلاما يقتضي بان الناس ذو العيون الخضر مثلها لا يمكن ان يكونوا «ساميين» عرقيا، وبالتالي ليس لديهم أي حق جدي في ادعاء ان لهم روابط بسكان المشرق العربي وأرضه. ورغم صحة المقولة مضمونا، فقد أشار الدكتور صليبا أن «هذا الحوار هو محض افتراء» لأنه لا يعقل ان يتوجه بكلام كهذا لطالبة في حصة يحضرها الجميع كما لو أن الحصة مخصصة لها وحدها. ما يبدو من هذا الحادث انها محاولة دنيئة لاستخدام قوانين تجريم العنصرية لتكميم الأفواه بعد العجز عن الرد علميا على أبحاث الدكتور صليبا.

## النشأة
حصل جورج صليبا على بكالوريوس علوم في الرياضيات في 1963 وماجستير في الآداب في 1965 من الجامعة الأمريكية في بيروت. وحاز بعد ذلك على درجة الماجستير في اللغات الشرقية والعلوم الإسلامية من جامعة كاليفورنيا (بركلي). وحصل على العديد من الجوائز، منها جائزة تاريخ العلوم من أكاديمية العالم الثالث للعلوم في عام 1993، وجائزة تاريخ الفلك في عام 1996 من مؤسسة الكويت لتنمية العلوم.
ويقول صليبا عن نفسه في صفحته الخاصة على الويب: "لقد درست تنمية الأفكار العلمية في الفترة من أواخر العصور القديمة حتى أوائل العصر الحديث، مع التركيز على مختلف النظريات التي واكبت الحضارة الإسلامية وتأثير تلك النظريات على علم الفلك في أوروبا".
وقد قام صليبا بعمل أبحاث حول إمكانية نقل العلوم المعرفية في الرياضيات والفلك من العالم الإسلامي إلى أوروبا خلال القرنين الخامس عشر والسادس عشر.

## المؤلفات
| الكتاب                                                                                            | التاريخ | ملاحظات              |
| ------------------------------------------------------------------------------------------------- | ------- | -------------------- |
| تاريخ علم الفلك العربي: كتاب الهيئة لمؤيد الدين العرضي (تحقيق)                                    | 1995    |                      |
| الفكر العلمي العربي: نشأته وتطوره                                                                 | 1998    |                      |
| العلوم الإسلامية وقيام النهضة الأوربية                                                            | 2011    | ترجمة د. محمود حداد. |
| معالم الأصالة والإبداع في الشروح والتعاليق العلمية المتأخرة: أعمال شمس الدين الخفري 956 هـ -1550م | 2015    |                      |

## وصلات خارجية
- صفحة جورج صليبا على موقع جامعة كلومبيا الإلكتروني